# Herman Hupfeld
Pour les articles homonymes, voir Hupfeld.
Ne doit pas être confondu avec Hermann Hupfeld (1796-1866), bibliste allemand.
Herman Hupfeld (né le 1er février 1894 et mort le 8 juin 1951) est un auteur-compositeur américain. Sa composition la plus notable est As Time Goes By, utilisée dans le film Casablanca ; pourtant, cette chanson avait été écrite en 1931 pour une pièce de Broadway, Everybody's Welcome, représentée 139 fois.

## Biographie
Hupfeld étudia le violon en Allemagne dès l'âge de 9 ans. Au début des années 1930, il écrivit quelques musiques de films. Il joua pour la Marine américaine pendant la Première Guerre mondiale.
Il ne se maria jamais et - avec peu d'exceptions - resta toute sa vie dans sa ville de résidence, Montclair, où il se fit construire en 1935 une grande maison. Il est enterré à Mount Hebron Cemetery, à Montclair (New Jersey).

## Œuvre
Hupfeld n'écrivit jamais un spectacle entier pour Broadway, mais il devint célèbre comme compositeur capable d'écrire une chanson convenant à une scène spécifique dans un spectacle de Broadway.
Parmi ses chansons les plus connues, on peut citer Sing Something Simple, Let's Put Out The Lights (And Go To Sleep), When Yuba Plays The Rhumba On The Tuba, Are You Making Any Money?, Savage Serenade, Down the Old Back Road, A Hut in Hoboken, Night Owl, Honey Ma Love, Baby's Blue, Untitled et The Calinda.
Bien que peu connu en tant qu'interprète, Hupfeld participa à un enregistrement de Victor Young le 2 janvier 1932 et chanta en s'accompagnant au piano deux de ses propres chansons : Goopy Geer (He Plays Piano and He Plays by Ear) et Down The Old Back Road.